# Нудизъм
Нудизмът (еквивалентно на натуризъм) е практикуване на общение с природата и хората в естествено състояние. Нудистите са хора, които излагат свободно своето тяло, без да се срамуват от голотата си пред други хора.
Нудизмът е харесван от най-различни хора без връзка с тяхната културна, етническа, религиозна или сексуална ориентация.
Началото на нудизма е в Германия в края на 19 век. „Голотата в свободното време“ вече е международно известна и широко разпространена под термините „натуризъм“ и „нудизъм“, организирана и предлагана в асоциации, клубове и комерсиално. Голото свободно време се практикува на официални плажове без дрехи, голи и нудистки плажове в много европейски страни, Северна Америка и Австралия. Най-голямо разпространение има в немскоговорящите страни, Франция и Скандинавия.
Нудисткото движение по света е организирано. Международната натуристка федерация е основана през 1953 г. В нея членуват националните федерации на 40 държави, от които 26 са от Европа, включващи и Съюза на нудистите в България. Като кореспонденти участват нудистките организации на 10 страни и на есперантистите. Федерацията има централа в Хьоршинг, Австрия и провежда световни конгреси средно на 2 години. 

## Определение и символ
На федерален конгрес през 1974 г. Международната натуристка федерация (МНФ) приема следното определение за натуризъм:
| „ | Натуризмът е начин на живот в хармония с природата, характеризиращ се с практиката на обща голота, която има за цел да насърчи уважението към себе си, уважението към другите и уважението към околната среда. | “ |

След различни промени в определението, МНФ го възстановява на 4 януари 2016 г. на своите 3 официални езика: английски, френски и немски. 
Универсалният нудистки символ е гласуван от нудисти от цял свят през октомври 2020 г. Целта е да се признаят натуристите, дори когато носят дрехи.

## Култура
По отношение на съдържанието нудизмът (натуризмът) е частично идентичен с голата култура, натуризма и нудизма в смисъл на обща или споделена голота на хора в свободното време, спорта и ежедневието.
Нудистите смятат, че голото човешко тяло не е срамно – тъкмо обратното, то е създадено да общува с природата без стигматизиране и без прикриване. Общата голота често се възприема като освобождаваща и изисква положително приемане на собственото тяло. Обществото на нудистите не толерира воайорството и не го приема за част от нудизма. Скорошни проучвания извеждат възможна връзка между нудизма и чувството за удовлетворение от живота, като резултатите показват, че нудистите са по-щастливи и харесват повече живота си.
Подобно възпитание е много полезно. Според изследване на  американски психолог няма нито един масов убиец или изнасилвач, който да произхожда от семейство с нудистко възпитание. Нудистката култура възпитава да се възприема голотата и половите различия като нещо съвсем нормално и помага да се преодолее стреса в пубертета.

## Форми на проява

### Плажен нудизъм
Най-разпространената форма на нудизъм е ползване без облекло на плажове и къпане във водни басейни.

### Нудизъм извън плажа
Нудизмът се проявява и извън плажа в различни форми, макар и по-рядко: състезания, шествия, туризъм, разходки, фестивали, обреди и др. Масова проява е Световното голо колоездене, провеждано в страни като Испания, Англия и САЩ.
- Пешеходни изяви
- Надбягване в парк „Голдън Гейт“, Сан Франциско, 2008 г.
- Гол поход в Гар, Франция с 39 души, 
22 юли 2008 г.
- Нудисти пред огнище в Палм Спрингс, Калифорния (2013)
- Религиозен натурист в Калкута, Индия, 
12 януари 2013 г.
- Волейболен мач в клуб за нудисти в Канада през 1958 г.
- Нудист играе голф, 
16 ноември 2012.
- Натуристи на рок-фестивал в Уудсток, Полша, 1.8.2014 г.
- Нудист на планински връх в Британска Колумбия, 27 юни 2018.

- Голо колоездене
- Световно голо колоездене (СГК), 
9 юни 2007 г.
- Нудисти на СГК в Испания
- СГК в Сарагоса, 
13 юни 2009 г.
- Натурист на СГК в 
Сан Франциско, 9 юни 2012 г.
- Участници в СГК в Мадисън, САЩ, 
19 юни 2010 г.
- Двойка нудисти в СГК в Лондон, 
11 юни 2016 г.
- Пълната голота не е задължителна; някои участници покриват интимните си части.

## В България
В България няма Закон за нудизма и той е разпространен най-вече като плажен нудизъм. По българското черноморие има много нудистки плажове. Най-известните сред тях са плажовете на Варна – Златни пясъци, северно от яхтеното пристанище, където в по-отдалечената си част плажът се посещава от хора с хомосексуална ориентация, и в кв. „Бриз“, спирка „Студентска“, Кара дере край Бяла, Иракли край Обзор, къмпингите „Каваците“, „Смокиня“ и бившият „Веселие“ южно от Созопол, Алепу и Аркутино между курорта Дюни и р. Ропотамо, къмпинг „Юг“ край Китен.
Почитани сред нудистите са къмпингите „Паша дере“ южно от кв. Галата на Варна, „Нестинарка“ в Бургаска област и „Златна рибка“ западно от Созопол, нудисткият плаж на Слънчев бряг, както и много други.
Първият и най-известен нудистки плаж, който е съществувал полулегално и през социализма, е „Вилата на Гяуров“ в к.к. „Чайка“, Варна, сп. „Трифон Зарезан“, който има и свой клуб. След като над него е построен голям хотел, мястото отново се посещава от привърженици на нудизма, но малко по на юг към парк-хотел „Журналист“ на плаж „Журналист“.
През 1994 г. е регистриран Съюзът на нудистите в България със статут на федерация. Негов председател е Галин Герчев, управител на единствения в България нудистки плаж по световни стандарти „Панорама“ край спирка „Панорама“ на Златни пясъци.